# Lichia amia
Genre
Espèce
Synonymes
- Caesiomorus amia (Linnaeus, 1758)[2]
- Campogramma vadigo (Lacepède, 1801)[3]
- Campogramma vadigo (Lacépède, 1801)[2]
- Caranx amia (Linnaeus, 1758)[3]
- Centronotus vadigo Lacepède, 1801[3]
- Centronotus vadigo Lacépède, 1801[2]
- Hypacantus amia (Linnaeus, 1758)[3]
- Hypachantus amia (Linnaeus, 1758)[3]
- Porthmeus argenteus Valenciennes, 1833[3]
- Scomber amia Linnaeus, 1758 - protonyme[3]
- Scomber flexuosus Lichtenstein, 1823[3]

Statut de conservation UICN

 LC  : Préoccupation mineure
Lichia amia est une espèce de poissons de mer de la famille des Carangidae appelée Liche amie. C'est la seule espèce de son genre Lichia. Ce sont des poissons de grande taille (environ 1 m) présents sur les côtes françaises.
Les liches sont des proches parents des petits chinchards, du poisson-pilote (Naucrates ductor), du Tassergal et des carangues.
Dans d'autres régions, le nom de liche peut être utilisé pour désigner d'autres types de poissons de grande taille, soit du genre Trachinotus, soit [cf. faune de France] du genre Dalatias, ainsi que le Requin liche qui se rencontre en Méditerranée.